# Haplochrois chlorometalla
Haplochrois chlorometalla är en fjärilsart som beskrevs av Walsingham 1897. Haplochrois chlorometalla ingår i släktet Haplochrois och familjen fransmalar. Inga underarter finns listade i Catalogue of Life.